# Arrenoseius timagami
Arrenoseius timagami är en spindeldjursart som först beskrevs av Chant och Hansell 1971.  Arrenoseius timagami ingår i släktet Arrenoseius och familjen Phytoseiidae. Inga underarter finns listade i Catalogue of Life.